# Калачёво (Кемеровская область)
Калачёво — посёлок в Прокопьевском районе Кемеровской области. Является административным центром Калачёвского сельского поселения.

## География
Центральная часть населённого пункта расположена на высоте 219 метров над уровнем моря.

## Население
По данным Всероссийской переписи населения 2010 года, в посёлке Калачёво проживает 1843 человека (870 мужчин, 973 женщины).

## Экономика
Берёзовский разрез, Станция на жд Новокузнецк-Артышта, Дорожный участок ДРСУ , ООО Часк.

## Достопримечательности
Памятник сибирскому святому Стефану Знаменскому — уроженцу Прокопьевского района, на кольцевой развязке  неподалёку от посёлка (установлен в сентябре 2019 года)